# Castello di Býchory
Il castello di Býchory (in ceco zámek Býchory) si trova nella città omonima del Distretto di Kolín, Boemia Centrale nella Repubblica Ceca. La sua storia inizia nel XIX secolo.

## Storia

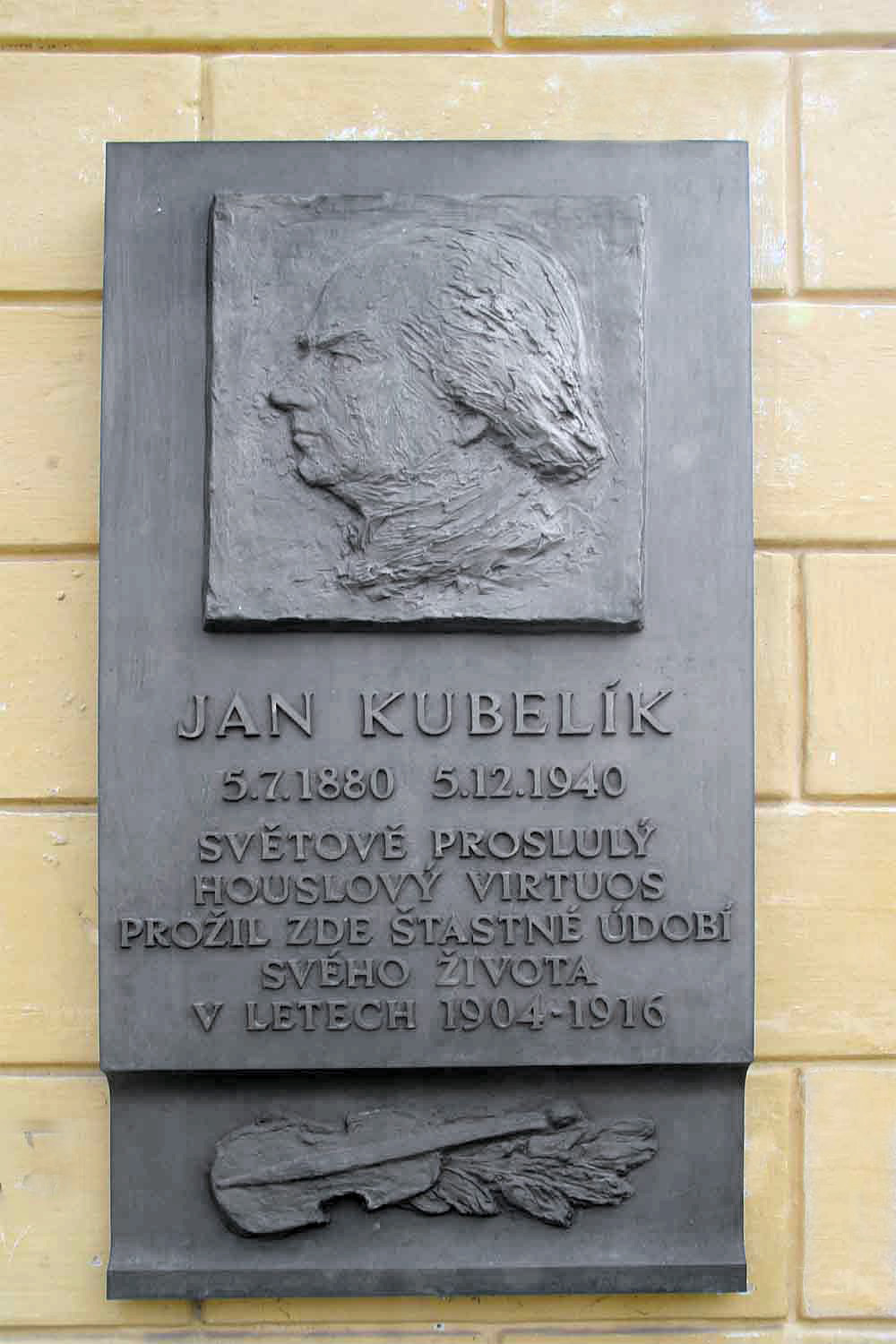
Targa commemorativa dedicata al violinista e compositore Jan Kubelík nella casa padronale di Býchory vicino a Kolín

La costruzione di questo nuovo castello venne decisa attorno al 1860 quando il proprietario della tenuta di Kolín, il cavaliere František Horský di Horskýsfeld, abbandonò la costosa ricostruzione del castello di Kolín e optò per la sua residenza di famiglia a Býchory. Il sito faceva parte di una vasta tenuta e il suo precedente proprietario, Jakub Veith, vi aveva costruito in precedenza una casa da gioco e una villa residenziale, in seguito chiamata il vecchio castello. Il progetto architettonico per la costruzione fu preparato dall'architetto viennese Moritz Hinträger e i progetti sono quasi identici ai vecchi progetti di Hinträger per la ricostruzione originariamente prevista del castello di Kolín. La costruzione vera e propria del castello ebbe luogo negli anni 1865 e 1866 e venne realizzata dal costruttore Vincenc Starý insieme al maestro falegname Kovařík. All'antica casa da gioco furono aggiunte le ali nord e sud con una torre all'angolo sud-est, in modo che il castello avesse una pianta a forma di H. Intorno al 1870 František Horský fece ristrutturare ulteriormente la costruzione secondo lo stile gotico Tudor. Dopo la morte di František Horský il 6 aprile 1877, il castello passò prima al genero Hans Berlepsch e poi al nipote Adolf Richter, che nel 1896 lo vendette al proprietario della tenuta di Poděbrady, il principe Filip Ernst Maria Hohenlohe-Schillingsfürst, che lo acquistò per la figlia Maria che allora aveva dieci anni. Dopo la tragica morte di Maria nel 1897 il principe smise di visitare il castello e il 3 marzo 1904 lo vendette al virtuoso del violino Jan Kubelík, che qui si stabilì con la moglie Marianna. Durante quel periodo il castello divenne un centro di vita sociale e culturale frequentato da ospiti illustri. Nel castello nacque il figlio Rafael Kubelík, nel 1914. Durante la prima guerra mondiale, nel 1916, i Kubelík decisero di trasferirsi in Slovacchia e vendettero la proprietà ai coniugi Eugen e Johana Tauber. Poi il castello passò a Dominik e Bozena Čiper che fecero eseguire un restauro generale e dotarono gli interni di nuovi arredi. Nel 1943 il castello fu sottoposto all'amministrazione forzata e dopo la guerra, nel 1946, il figlio dei precedenti proprietari, Jan Čipera, rilevò brevemente il castello, prima che la sua proprietà fosse nazionalizzata nel maggio 1948. Il castello ospitò una scuola di chimica e, dal 1957, un orfanotrofio, poi fu trasformato in istituto scolastico. Nel 1985 il castello fu ristrutturato per le esigenze dell'istituto, cosa che influenzò negativamente il suo nuovo aspetto. L'istituto rimase nel castello fino al 2000, anche se nel 1990 il castello fu restituito al proprietario originario. Dopo lo sgombero dell'istituto il castello venne quasi abbandonato e cominciò rapidamente a deteriorarsi.

## Descrizione
Il castello si trova nella parte sud dell'abitato di Býchory città della Boemia Centrale nella Repubblica Ceca. Si tratta di un edificio a due piani, di dimensioni relativamente modeste, su pianta frammentata a forma di H. A est si trova un moderno ampliamento degli anni cinquanta del XX secolo. La sua ala meridionale è collegata all'edificio principale tramite un moderno corridoio. L'edificio è circondato da un parco. La facciata orientale è maggiormente curata, al primo piano è decorata da una nicchia con un'antica statua di figura femminile, e sull'angolo meridionale si erge una torre a quattro piani alta 25 metri. La facciata settentrionale è più semplice.

### Monumento culturale della Repubblica Ceca
La tutela dei monumenti della Repubblica Ceca considera il castello di Býchory un monumento culturale tutelato col numero di catalogo 1000126045.